# Сон (Хакасия)
Сон — село в Ширинском районе Хакасии России.
Находится в 47 км на юг от райцентра — села Шира и железнодорожной станции.
Число хозяйств — 259, население 728 чел. (на 01.01.2004), в том числе русские, хакасы, татары, немцы, украинцы и др.
Основное предприятие — ФГУП ГПЗ «Сонский» (разведение крупного рогатого скота).

## История
Основано около 1800  года. Точная дата неизвестна. Название происходит от одноимённой речки. До 1955 относилось к Боградскому району.
Общеобразовательная школа, дом культуры, библиотека, музей трудовой славы.
В 1970 году в результате разукрупнения совхоза «Борец» образован Сонский совхоз. В хозяйство вошли фермы Гальджа и Катюшкино. Центральная усадьба находилась в с. Сон, расположенном в 47 км от с. Шира и 120 км от города Абакан. Основное направление — создание линии быков-производителей и выращивание чистопородного молодняка мясной герефордской породы для племенных предприятий Красноярского края, регионов Сибири и Дальнего Востока. С этой задачей коллектив совхоза справился. В 1974 ему был присвоен статус племенного, в 1989 — статус государственного племенного завода. Впервые в СССР здесь в 1979 были апробированы две заводские линии мясного скота Маер-Верна и Шалуна. В результате многолетней работы специалистов совместно с племслужбой ХАО и учёными СибНИИ животноводства был создан новый заводской тип герефордской породы КРС, который получил название Сонский. Ежегодно хозяйство наращивало показатели в животноводстве и в растениеводстве. Среднее поголовье КРС составляло 3500—3600 голов, в том числе коров — 1100. В 1985 было получено 12800 тыс. руб. прибыли, собрано 7 тыс. т зерна, сдано 821 т мяса, продано 377 голов племенного скота. С 1974 хозяйство являлось участником ВДНХ СССР, 34 животновода награждены её медалями. Госплемзаводу в 1994 было присвоено звание «Хозяйство высокой культуры животноводства».

## Население
| 2002 | 2010 |
| ---- | ---- |
| 724  | ↘602 |